# Sonmiani
Sonmiani est une ville du Pakistan et une base de lancement de fusées-sondes sur la mer d'Arabie à 145 km au nord-ouest de Karachi.
Elle est située dans la province du Baloutchistan et le district de Lasbela.